# Les Parapluies de Cherbourg
Les Parapluies de Cherbourg is een Franse muziekfilm uit 1964 onder regie van Jacques Demy. Het was de eerste musicalfilm die hij regisseerde. Hij won met deze film de Gouden Palm op het Filmfestival van Cannes.

## Verhaal
Geneviève Emery woont bij haar moeder in de Franse havenstad Cherbourg, waar ze paraplu's verkopen. Ze heeft een liefdesrelatie met de automonteur Guy Foucher. Geneviève en Guy willen trouwen, maar haar moeder is erop tegen. Ze vindt haar dochter nog te jong. Guy vertrekt voor twee jaar naar het leger. Kort daarop blijkt Geneviève zwanger te zijn. Ondertussen is de rijke juwelenhandelaar Roland Cassard verliefd op haar. De moeder van Geneviève dringt erop aan dat zij met hem trouwt. Het blijkt dat Roland het geen bezwaar vindt dat Geneviève een kind van een ander krijgt. Geneviève zwicht voor de druk van haar moeder. Als Guy terugkomt uit het leger is de getrouwde Geneviève naar een andere stad verhuisd. Hij dreigt eerst aan lagerwal te raken, maar met behulp van Madeleine - die altijd al verliefd op hem was - komt hij er weer bovenop en start hij zelfs een goedlopend garagebedrijf. Guy trouwt met Madeleine en ze krijgen een zoontje. Enige jaren later komt Geneviève hem bij toeval tegen. Ze is in gezelschap van haar dochtertje (van wie Guy de echte vader is). Hij wil zijn dochtertje echter niet zien en de twee nemen afscheid voor altijd.

## Rolverdeling
| Acteur            | Personage       |
| ----------------- | --------------- |
| Catherine Deneuve | Geneviève Emery |
| Nino Castelnuovo  | Guy Foucher     |
| Anne Vernon       | Anne Emery      |
| Marc Michel       | Roland Cassard  |
| Ellen Farner      | Madeleine       |
| Mireille Perry    | Tante Elise     |
| Jean Champion     | Aubin           |
| Pierre Caden      | Bernard         |
| Jean-Pierre Dorat | Jean            |

De zangpartijen van Catherine Deneuve werden ingezongen door Danielle Licari.